# The Flower Girl
The flower girl é uma pintura do realista britânico William Baxter Collier Fyfe. Realizada aquarela sobre papel no ano de 1969, a obra, em bom estado de conservação, integra uma colecção privada de gravuras britânicas e escocesas.
Puramente realista, é uma obra conservadora e puritana. De inovadora pouco tem. Mas isso não inibe esta pintura de ser considerada uma das melhores composições temáticas de Fyfe em aquarela. O tema é recorrente do realismo e pouco original, ou seja, uma jovem e bela vendedora de flores numa rua pobre da metrópole londrina.
As flores foram um dos temas mais apreciados pela alta-sociedade britânica, que comprava e coleccionava estas gravuras. E as jovens castas e puritanas, ponteciando o conceito de sensualidade da época, estavam em voga entre os realistas e os artistas mais conservadores, como foi o caso de Fyfe. A jovem é ruiva e possuidora de uma pele branquíssima, com as rosetas ligeiramente coradas, sinal da sua pureza. Taja um vestido preto, realçado por um lenço vermelho e um avental branco que contrastam com o fundo negro e com o cenário muito claro, ao estilo vitoriano. A jovem suporta os cabelos com um lenço e carrega um cesto de flores no braço esquerdo e um pequeno ramo na mão direita.
Outro sinal da sua castidade é a sua cabeça levemente inclinada, conferindo à modelo uma expressão inocente, contrastante com o seu olhar. O seu olhar provocante e chamativo capta as atenções e parece atrair algum comprador, não visível na tela.
A claridade do fundo, do cenário, contrasta com as vibrantes cores do traje da rapariga vendedora. A beleza desta jovem de uma camada social precária e o próprio conceito de beleza do autor surgem reforçados pela curiosa expressão Beautiful forever, em letras maiúsculas num cartaz disposto na parede atrás da jovem.